# NGC 3206
NGC 3206 (другие обозначения — UGC 5589, MCG 10-15-69, ZWG 290.30, KUG 1018+571, IRAS10184+5710, PGC 30322) — спиральная галактика с перемычкой (SBc) в созвездии Большой Медведицы на расстоянии около 54 млн световых лет. Открыта Уильямом Гершелем в 1793 году.
Этот объект входит в число перечисленных в оригинальной редакции «Нового общего каталога».
Галактика NGC 3206 входит в состав группы галактик NGC 3264. Помимо NGC 3206 в группу также входят NGC 3220, NGC 3264, NGC 3353, UGC 5848 и UGCA 211.
Повёрнута к Земле плоскостью диска. Обладает яркой тонкой перемычкой, расположенной в направлении восток-запад, от которой отходят асимметричные спиральные рукава. На фотографиях видны несколько узлов и конденсаций на широком спиральном узоре. Четыре наиболее ярких узла находятся в юго-западном рукаве. Визуально в любительский телескоп галактика хорошо видна при среднем увеличении как довольно большое пятно света, слегка вытянутое с юго-юго-запада на северо-северо-восток, несколько напоминает полумесяц со слабым «ущербом» на западном краю, однако её поверхностная яркость невелика и относительно равномерно распределена; ядро не видно, края очень размыты.
Удаляется от Солнца со скоростью 1156 ± 1 км/с. Диаметр составляет 44 тыс. световых лет.